# Washingtoni Egyetem Népegészségügyi Tanszék
A Washingtoni Egyetem Népegészségügyi Tanszékét a Közegészségügyi és Gyógyszerészeti Intézetek üzemeltetik a seattle-i campuson.
A tanszéket a Bill & Melinda Gates Foundation támogatásával alapították 2007-ben.

## Igazgatóválasztás
A tanszékvezetői szerepet Jim Yong Kim, a WHO munkatársa töltötte volna be, azonban nem választották meg, így 2005–2006-ban második fordulót tartottak. A folyamat többek szerint nem nyíltan zajlott, a hallgatók és oktatók pedig aggódtak, hogy a megválasztott igazgató alatt a tanszék a globális problémák (például társadalmi igazságosság) helyett túlságosan a biotechnológiai kutatásokkal (például vakcinafejlesztés) foglalkozna. Egyesek attól tartottak, hogy bizonyos oktatási területeket feláldoznak a kutatások miatt; ezt azzal támasztották alá, hogy a South Lake Union városrészben fekvő épületet kutatási célokra adták bérbe.
A kiválasztásban részt vevők erre azt válaszolták, hogy a folyamat nyílt, a tanszék tevékenysége pedig elsődlegesen a campuson belül zajlik (az adminisztrációt Eastlake városrészbe kívánták áthelyezni). 2006 tavaszán Michael Mersonnak felajánlották a vezetői pozíciót, azonban ő a Duke Egyetemen helyezkedett el. Szeptember 8-án bejelentették, hogy a tanszék igazgatója King K. Holmes AIDS-kutató lesz.

## Fordítás
- Ez a szócikk részben vagy egészben  az   University of Washington Department of Global Health című angol Wikipédia-szócikk ezen változatának fordításán alapul.  Az eredeti cikk szerkesztőit annak laptörténete sorolja fel. Ez a jelzés csupán a megfogalmazás eredetét és a szerzői jogokat jelzi, nem szolgál a cikkben szereplő információk forrásmegjelöléseként.